# 修好
修好指歷經不和後，恢復友好的正常關係。

## 中美修好
中美修好，或稱中美關係正常化，指美國總統尼克森應中國國務院總理周恩來邀請1972年走訪中國及1979年中美建交。

## 中蘇修好
中蘇修好，指蘇聯與中國在六零年代爭奪國際共黨領導權、懲越戰爭及中蘇邊界衝突後的紛爭，因時任蘇聯共產黨中央委員會總書記戈巴契夫應中國國家主席楊尚昆邀請於1989年六四事件前夕親訪中國而正式化解。

## 相關主題
- 美國歷史 (1964-1980)